# Arafa El-Sayed
Arafa El-Sayed (tiếng Ả Rập: عرفة السيد; sinh ngày 23 tháng 10 năm 1988) là một cầu thủ bóng đá người Ai Cập hiện tại thi đấu cho Wadi Degla ở vị trí tiền đạo trung tâm

## Danh hiệu
Zamalek SC
- Cúp bóng đá Ai Cập (1): 2012–13